# Пархув
Пархув (пол. Parchów) — село в Польщі, у гміні Хоцянув Польковицького повіту Нижньосілезького воєводства.
Населення — 568 осіб (2011).
У 1975—1998 роках село належало до Легницького воєводства.

## Демографія
Демографічна структура станом на 31 березня 2011 року:
|          | Загалом | Допрацездатний вік | Працездатний вік | Постпрацездатний вік |
| -------- | ------- | ------------------ | ---------------- | -------------------- |
| Чоловіки | 284     | 68                 | 201              | 15                   |
| Жінки    | 284     | 51                 | 178              | 55                   |
| Разом    | 568     | 119                | 379              | 70                   |